# Mark Kelly (cầu thủ bóng đá, sinh năm 1966)
Mark David Kelly (sinh ngày 7 tháng 10 năm 1966 ở Blackpool) là một cựu cầu thủ bóng đá chuyên nghiệp người Anh.

## Sự nghiệp
Kelly bắt đầu sự nghiệp tại Shrewsbury Town, nhưng chưa bao giờ thi đấu cho đội. Năm 1987, ông trở thành bản hợp đồng đầu tiên trong mùa giải của huấn luyện viên Cardiff City Frank Burrows và có màn ra mắt trong vòng đầu tiên của mùa với trận hòa 1-1 với Leyton Orient. Ông có 36 trận đấu trong mùa đầu tiên và thi đấu thường xuyên cho đội bóng trong 2 năm tiếp theo trước khi gia nhập Fulham năm 1990. Ông trải qua ba mùa giải tại câu lạc bộ Luân Đôn trước khi ra khỏi bóng đá chuyên nghiệp.